# Jody Morris
Jody Morris (Londra, 22 dicembre 1978) è un allenatore di calcio ed ex calciatore inglese, di ruolo centrocampista.

## Palmarès

### Giocatore

#### Competizioni nazionali
- Coppa d'Inghilterra: 2

Chelsea: 1996-1997, 1999-2000
- Coppa di Lega inglese: 1

Chelsea: 1997-1998
- Community Shield: 1

Chelsea: 2000
- Scottish Championship: 1

St. Johnstone: 2008-2009

#### Competizioni internazionali
- Coppa delle Coppe: 1

Chelsea: 1997-1998
- Supercoppa UEFA: 1

Chelsea: 1998

### Allenatore

#### Competizioni giovanili
- FA Youth Cup: 1

Chelsea: 2017-2018